# Ненад Миросављевић
Ненад Миросављевић (Пожега, 4. септембар 1977) је бивши српски фудбалер. Играо је на позицији нападача.

## Каријера
Рођен у Славонској Пожеги, Миросављевић је у Зрењанин дошао 1991. године. Професионалну каријеру је почео у Пролетеру где је касније био део талентованог трија: Миросављевић - Звонимир Вукић - Владимир Ивић. Након добрих партија у Зрењанину, прешао је у Сартид из Смедерева и постао најбољи стрелац тог клуба у историји (када је реч о мечевима у најјачој лиги). Био је део "оклопника" и када су освојили једини трофеј - Куп 2003. године. Након тога, прешао је у шпански Кадиз, тим који се пласирао у Примеру, али исте године се са својим клубом преселио у нижи ранг, ипак може да се похвали да је затресао мрежу Барселоне (додуше у поразу).
Након Кадиза, вратио се у Србију и постао играч Партизана, али није имао велику минутажу, па се након кратке позајмице у Шпанији, вратио Смедереву, овог пута тим се није звао Сартид, већ је носио име града. Из Смедерева је као искусан играч отишао на Кипар где је поново пронашао себе. У дресу АПОЕЛ-а под тренером Ивицом Јовановићем је освајао титуле, пресудио Црвеној звезди на походу у Купу УЕФА, а наредне године је са својим тимом начинио још сензација, головима је погурао АПОЕЛ у Лигу шампиона. Постизао је голове против Атлетико Мадрида код куће и Челсија на страни. Леп део каријере искусног нападача је прекинула повреда. Након паузе, заиграо је за Олимпијакос из Никозије, али се након пола године придружио друголигашу Напретку. Наредне године Напредак је изборио пласман у Суперлигу, а Мирослављевић је као ветеран предводио тим из Крушевца у елити. Каријеру је завршио у екипи Чукаричког.

## Трофеји
Сартид
- Куп Србије и Црне Горе (1): 2002/03.

Кадиз
- Друга лига Шпаније (1): 2004/05.

АПОЕЛ
- Прва лига Кипра (2): 2008/09, 2010/11.
- Куп Кипра (1): 2007/08.
- Суперкуп Кипра (2): 2008, 2009.